# Экзотическая материя
Экзотическая материя — понятие физики элементарных частиц, описывающее любое (как правило, гипотетическое) вещество, которое нарушает одно или несколько классических условий либо не состоит из известных барионов. Подобные вещества могут обладать такими качествами, как отрицательная плотность энергии, или отталкиваться, а не притягиваться вследствие гравитации. Экзотическая материя используется в некоторых теориях, например, в теории о строении кротовых нор. Наиболее известным представителем экзотической материи является вакуум в области с отрицательным давлением, производимым эффектом Казимира.
Экзотической материей ещё называют любой материал, который трудно произвести (например, металлический водород при высоком давлении или конденсат Бозе — Эйнштейна) или который имеет необычные свойства, даже если эти материалы созданы и относительно хорошо изучены.
Экзотической материей могут называть материал, созданный из некоторых видов экзотических атомов, в которых роль ядра (положительно заряженной частицы) выполняет позитрон (позитроний) или положительный мюон (мюоний). Имеются также атомы с отрицательным мюоном вместо одного из электронов (мюонный атом).

## Отрицательная масса
С тех пор как Ньютон впервые сформулировал свою теорию гравитации, было как минимум три концептуально разных величины, называемых массой: инертная масса, «активная» гравитационная масса (то есть источник гравитационного поля) и «пассивная» гравитационная масса. Принцип эквивалентности Эйнштейна гласит, что инертная масса должна быть равна пассивной гравитационной массе, а закон сохранения импульса требует, чтобы были равны активная и пассивная гравитационные массы. Все экспериментальные доказательства на настоящий момент свидетельствуют, что все они на самом деле всегда одинаковы. При рассмотрении гипотетических частиц с отрицательной массой важно предположить, какая из этих теорий массы неверна. Однако в большинстве случаев при анализе отрицательной массы предполагается, что принцип эквивалентности и закон сохранения импульса по-прежнему применимы.
В 1957 году Герман Бонди в работе в журнале «Reviews of Modern Physics» предположил, что масса может быть как положительной, так и отрицательной. Он показал, что это не ведёт к логическому противоречию, если все три вида массы тоже будут отрицательными, но само принятие существования отрицательной массы вызывает интуитивно непонятные виды движения.
Из второго закона Ньютона
{\displaystyle F=m_{\text{i}}a}
видно, что объект с отрицательной инертной массой будет ускоряться в направлении, противоположном тому, в котором его толкнули, что, возможно, покажется странным.
Если изучать инертную массу {\displaystyle m_{\text{i}}}, пассивную гравитационную массу {\displaystyle m_{\text{p}}} и активную гравитационную массу {\displaystyle m_{\text{a}}} отдельно, то закон всемирного тяготения Ньютона примет вид
{\displaystyle m_{\text{i}}a=-G{\frac {m_{\text{p}}m_{\text{a}}}{r^{2}}}.}
Таким образом, объекты с отрицательной гравитационной массой (и пассивной, и активной), но с положительной инертной массой будут отталкиваться положительными активными массами и притягиваться отрицательными активными массами.
Проведены первые опыты, где отдельные группы атомов некоторое время ведут себя как частицы с отрицательной массой.

## Анализ Форварда
Хотя неизвестны частицы с отрицательной массой, физики (первоначально Г. Бонди и Роберт Форвард) смогли описать некоторые из ожидаемых свойств, которыми могут обладать такие частицы. Предполагая, что все три вида масс равны, можно построить систему, где отрицательные массы притягиваются к положительным массам, в то же время положительные массы отталкиваются от отрицательных масс. В то же время отрицательные массы будут создавать силу притяжения друг к другу, но будут при этом отталкиваться из-за своих отрицательных инерциальных масс.
При отрицательном значении {\displaystyle m_{\text{p}}} и положительном значении {\displaystyle m_{\text{a}}} сила {\displaystyle F} будет отрицательной (отталкивающей). На первый взгляд это выглядит так, как будто отрицательная масса будет ускоряться в сторону от положительной массы, но поскольку такой объект будет также обладать отрицательной инерциальной массой, он будет ускоряться в направлении, противоположном {\displaystyle F}. Более того, Бонди показал, что если обе массы равны по абсолютной величине, но отличаются знаком, то общая система положительных и отрицательных частиц будет ускоряться бесконечно без какого-либо дополнительного влияния на систему снаружи.
Это поведение странно тем, что оно абсолютно не сочетается с нашим представлением об «обычной вселенной» из работы с положительными массами. Но оно полностью математически состоятельно и не вводит каких-либо противоречий.
Может сложиться впечатление, что такое представление нарушает закон сохранения импульса и/или энергии, но у нас массы равны по абсолютной величине, одна при этом положительна, а другая отрицательна, а значит, импульс системы равен нулю, если они обе двигаются вместе и ускоряются вместе, независимо от скорости:
{\displaystyle P_{\text{sys}}=mv+(-m)v=[m+(-m)]v=0\times v=0.}
И такое же уравнение может быть вычислено для кинетической энергии {\displaystyle K}:
{\displaystyle K_{\text{sys}}={\frac {1}{2}}mv^{2}+{\frac {1}{2}}(-m)v^{2}={\frac {1}{2}}[m+(-m)]v^{2}={\frac {1}{2}}(0)v^{2}=0.}
Форвард расширил исследования Бонди на дополнительные случаи и показал, что даже если две массы {\displaystyle m_{-}} и {\displaystyle m_{+}} не равны по абсолютной величине, то уравнения всё равно остаются непротиворечивыми.
Некоторые свойства, которые вводятся этими предположениями, выглядят необычно, например, в смеси газа из положительной материи и газа из отрицательной материи положительная часть будет увеличивать свою температуру бесконечно. Однако, в таком случае отрицательная часть смеси будет охлаждаться с той же скоростью, тем самым выравнивая баланс. Джеффри А. Лэндис отметил другие приложения анализа Форварда, включая указания на то, что хотя частицы с отрицательной массой и будут отталкиваться друг от друга гравитационно, но электрические силы, например, заряды будут притягиваться друг к другу (в отличие от частиц с положительной массой, где такие частицы отталкиваются). В результате для частиц с отрицательной массой это означает, что гравитационные и электростатические силы поменяются местами.
Форвард предложил конструкцию двигателя космических кораблей с использованием отрицательной массы, который не требует притока энергии и рабочего тела, чтобы получить сколь угодно большое ускорение, хотя, конечно, основным препятствием является то, что отрицательная масса остаётся полностью гипотетической.
Форвард также ввёл термин «нуллификация» для описания того, что происходит, когда встречаются обычная и отрицательная материя. Ожидается, что они могут взаимно уничтожиться или «обнулить» существование друг друга, причём после этого не останется никакой энергии. Однако легко показать, что некоторый импульс может остаться (его не останется, если они движутся в одном направлении, как описано выше, но им нужно двигаться навстречу друг другу, чтобы встретиться и взаимно обнулиться). Это может, в свою очередь, объяснить, почему равные количества обычной и отрицательной материи не появляются внезапно из ниоткуда (противоположность нуллификации): в этом событии не будет сохранён импульс у каждой из них.

## Экзотическая материя в общей теории относительности
В общей теории относительности экзотической называется материя, нарушающая слабое энергетическое условие (СЭУ), то есть такая, что её плотность энергии в некоторой системе отсчёта отрицательна. Если в некотором ортонормированном базисе тензор энергии-импульса диагонален, то СЭУ нарушается, когда отрицательна его компонента {\displaystyle T_{00}} (то есть плотность энергии) или {\displaystyle T_{00}+T_{11}} (то есть, сумма плотности энергии и давления в одном из направлений). Однако условие положительности плотности энергии не является необходимым условием для математической состоятельности теории (см. подробнее в монографии Виссера).
Моррис (англ. Morris), Торн и Юртсевер показали, что квантово-механический эффект Казимира может быть использован для создания локальной области пространства-времени с отрицательной массой. В этой статье и последующих работах других авторов они показали, что экзотическая материя может быть использована для стабилизации кротовой норы. Крамер и др. обосновали, что такие кротовые норы, возникнув в ранней Вселенной, могли быть стабилизированы петлями отрицательной массы космических струн. Стивен Хокинг доказал, что экзотическая материя необходима для появления машины времени с компактно порождённым горизонтом Коши. Это показывает, например, что конечный вращающийся цилиндр, в отличие от бесконечного цилиндра Типлера, не может быть использован в качестве машины времени.

## Мнимая масса
Тахион — гипотетическая частица с мнимой массой покоя, которая всегда движется быстрее скорости света. Подтверждений существования тахионов нет.
Если в релятивистском выражении энергии
{\displaystyle E={\frac {mc^{2}}{\sqrt {1-v^{2}/c^{2}}}}}
масса является мнимой величиной, то знаменатель должен быть мнимым (чтобы избежать комплексного значения энергии). Таким образом, величина под квадратным корнем должна быть отрицательной, что может произойти только тогда, когда скорость {\displaystyle v} больше скорости света {\displaystyle c}.
Теория тахионов, предложенная Файнбергом (англ. Feinberg), разработана в одном измерении, но трудна для анализа в трёх измерениях. Как указано Бенфордом и др., среди прочего, специальная теория относительности позволяет использовать тахионы, если они существуют, для связи назад во времени (предполагаемое устройство носит название тахионный антителефон). Поэтому некоторые физики полагают, что тахионы либо не существуют вообще, либо не могут взаимодействовать с обычной материей.

### Мнимая масса в квантовой теории поля
В квантовой теории поля мнимая масса вводит тахионную конденсацию.

## «В какую сторону падает антиматерия?»
Большинство современных физиков полагает, что антиматерия обладает положительной гравитационной массой и должна падать вниз, как и обычная материя. Некоторые исследователи считают, что к настоящему времени нет убедительных экспериментальных подтверждений этому факту. Это связано с трудностью непосредственного исследования гравитационных сил на уровне частиц. На таких малых расстояниях электрические силы берут верх над гораздо более слабым гравитационным взаимодействием. Более того, античастицы должны храниться отдельно от их обычных аналогов, иначе они быстро аннигилируют. Очевидно, что это делает трудным прямое измерение пассивной гравитационной массы антиматерии. Эксперименты над антиматерией ATHENA (англ. ATHENA) и ATRAP (англ. ATRAP) помогут найти ответы.
Ответы для инерционной массы, впрочем, давно известны из экспериментов с пузырьковой камерой. Они убедительно показывают, что античастицы имеют положительную инертную массу, равную массе «обычных» частиц, но противоположный электрический заряд. В этих экспериментах камера подвергается воздействию постоянного магнитного поля, что заставляет частицы двигаться по винтовой линии. Радиус и направление этого движения соответствуют отношению электрического заряда к инертной массе. Пары частица-античастица двигаются по винтовым линиям в противоположных направлениях, но с одинаковыми радиусами. Из этого наблюдения делается вывод, что отношения электрического заряда к инертной массе в этой паре отличаются только по знаку.